# Ramblinus spinipalpis
Genre
Espèce
Synonymes
- Dasylobus spinipalpis Roewer, 1911

Ramblinus spinipalpis, unique représentant du genre Ramblinus, est une espèce d'opilions eupnois de la famille des Phalangiidae.

## Distribution
Cette espèce est endémique de Madère au Portugal.

## Description
Le mâle syntype mesure 3,5 mm et la femelle syntype 4 mm

## Systématique et taxinomie
Cette espèce a été décrite sous le protonyme Dasylobus spinipalpis par Roewer en 1911. Elle est placée dans le genre Ramblinus par Staręga en 1984.

## Étymologie
Ce genre est nommé en l'honneur de María Rambla Castells.

## Publications originales
- Roewer, 1911 : « Übersicht der Genera der Subfamilie der Phalangiini der Opiliones Palpatores nebst Beschreibung einiger neuer Gattungen und Arten. » Archiv für Naturgeschichte, vol. 77, p. 1–106 (texte intégral).
- Staręga, 1984 : « Revision der Phalangiidae (Opiliones), III. Die afrikanischen Gattungen der Phalangiinae, nebst Katalog aller afrikanischen Arten der Familie. » Annales Zoologici, vol. 38, p. 1–79.